# Fekete rigó
A fekete rigó (Turdus merula) a madarak osztályának verébalakúak (Passeriformes) rendjébe és a rigófélék (Turdidae) családjába tartozó faj. Triviális neve mellett az eurázsiai fekete rigó néven is szokták emlegetni (különösen Észak-Amerikában, azért, hogy megkülönböztessék az amerikai fekete rigótól), de Magyarországon egyszerűen fekete rigónak nevezik, mert ez nem vezet a hasonló küllemű helyi madárfajokkal való összekeveréshez. 
A fekete rigó őshonos költőhelye Európa és Ázsia, valamint behurcolt madárfaj Kanadában, az Amerikai Egyesült Államokban, Mexikóban, Peruban, Brazíliában, Argentínában, Uruguayban és a Falkland-szigeteken, valamint Ausztráliában, ahol kártevőként tekintenek rá, ezen kívül Új-Zélandra is betelepítették. Számos alfaja létezik, amelyek széles körben elterjedtek, melyek közül néhány ázsiai alfaját időnként önálló madárfajként emlegetik. Szélességi körtől függően a közönséges fekete rigó bizonyos területeken áttelel, míg más élőhelyeiről telente melegebb tájakra vonul. Szép énekével kellemes hangulatot teremt az erdőkben, sőt ma már akár a városokban is gyakran lehet vele találkozni.
A hím fekete rigó szinte egész teste fekete, kivéve narancssárga csőrét és szemgyűrűjét, míg a tojók és a fiókák elsősorban sötétbarna színezetűek. E madárfaj egyedei erdőkben, kertekben építi fel sárral bélelt, csésze formájú fészkét. Mindenevő, főleg rovarokat, gilisztákat, bogyókat és gyümölcsöket fogyaszt. Mindkét ivar védelmezi territóriumukat és ilyenkor hevesen ellenállnak a betolakodóknak, ám telelési területükön és vándorlás közben jóval barátságosabban viselkednek egymással. A párok egész évben a területükön maradnak azokon a vidékeken, ahol az éghajlat elég enyhe ehhez. A fekete rigó Svédország nemzeti madara.

## Taxonómia és rendszertan
A közönséges fekete rigót Carl von Linné írta le a Systema Naturae című művének tizedik kiadásában, 1758-ban, mint Turdus merula (mint T. ater, rostro palpebrisque fulvis).
Másodlagos elnevezése a latin turdus szóból származik és a merula jelentése fekete madár, amelyet franciául merle néven emlegetnek, és skót elnevezése emiatt lett merl.
Mintegy 65 alfaj tartozik a Turdus nemzetségbe, melyeknek jellegzetesen kerek fejformája, hosszúkás szárnyai és dallamos éneke van. A közönséges fekete rigó tűnik a szigeti rigó (T. poliocephalus) legközelebbi rokonának, mely Délkelet-Ázsiában honos, valamint a Csendes-óceán délnyugati szigetein, amely területeken e madárfaj bizonyos mértékben már eltér az őseitől.
Magyarul a Turdus merula és alfajai „fekete rigónak’’ írandók, mert itt a fajnév és nemnév kötelező elválasztásáról van szó. Ha az alfaj még egy jelzőt is tartalmaz, akkor az alfajnév három szóban írandó, mint például „eurázsiai fekete rigó”. Más nembe tartozó, köznyelven szintén „feketerigók” viszont egybeírandók, mint a „szomáliai feketerigó”.
Az újvilági csirögefélék (Icteridae) család tagjait időnként a fekete rigók közé sorolják, mert néhány fajuk magas fokú hasonlóságot mutat a közönséges fekete rigóval és más óvilágbeli madárfajokkal, ugyanakkor nincs köztük közeli evolúciós kapcsolat, inkább az újvilági poszátafélék és a tangarafélék állnak hozzájuk közel. A kifejezést gyakran a kisebb termetű fajokra alkalmazzák, melyeknek részben, vagy teljes egészében fekete tollazatuk van, legalább párzási időszakban a hímeknek, leghíresebbek ezek közül a Molothrus nembe tartozó madárfajok, a gracklék, valamint találtak további húsz madárfajt, melyeket még feketerigónak hívnak, mint például a vörösszárnyú feketerigó és a dallamos feketerigó.

### Alfajai

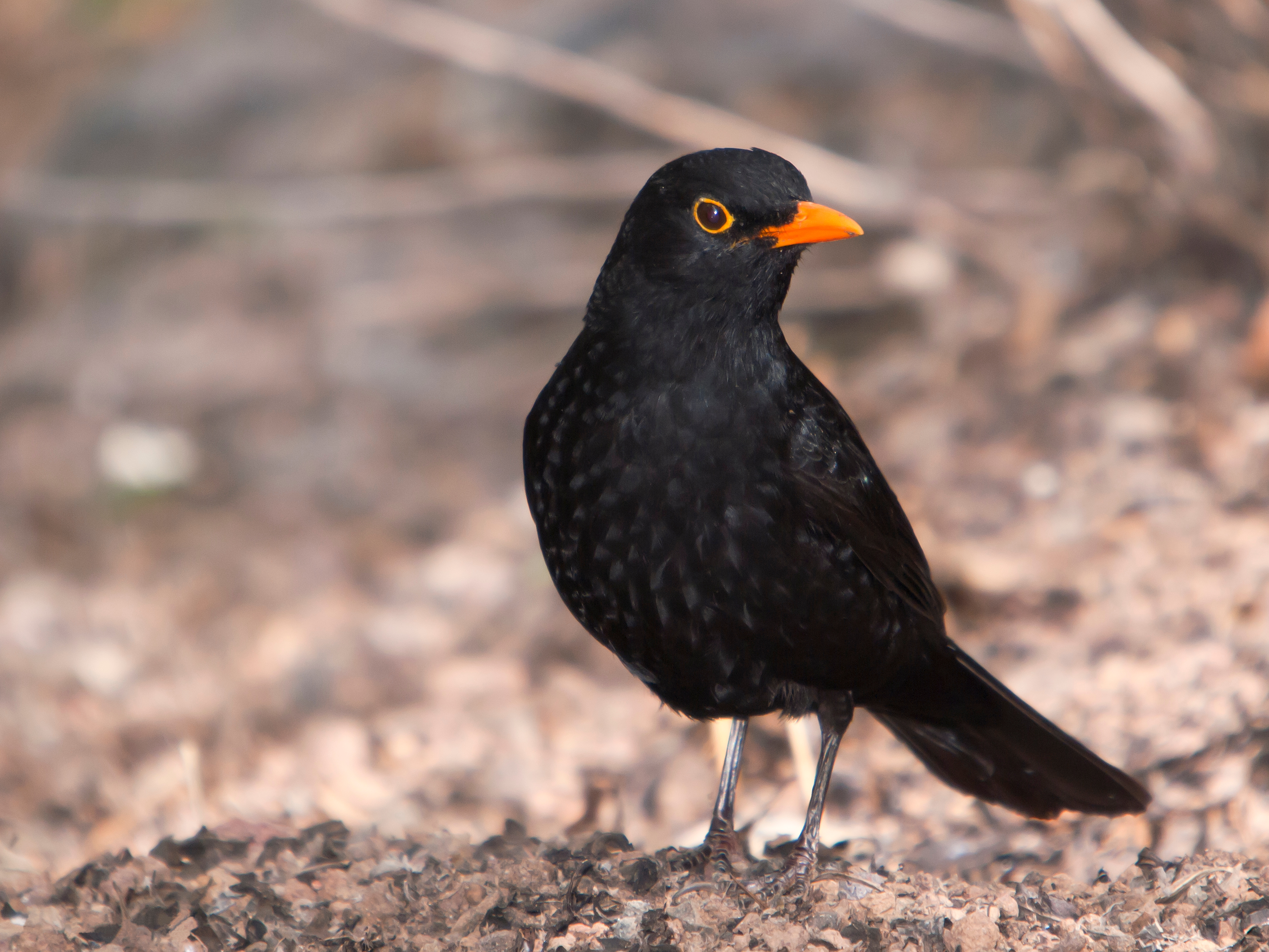
T. m. cabrerae Gran Canaria szigetén

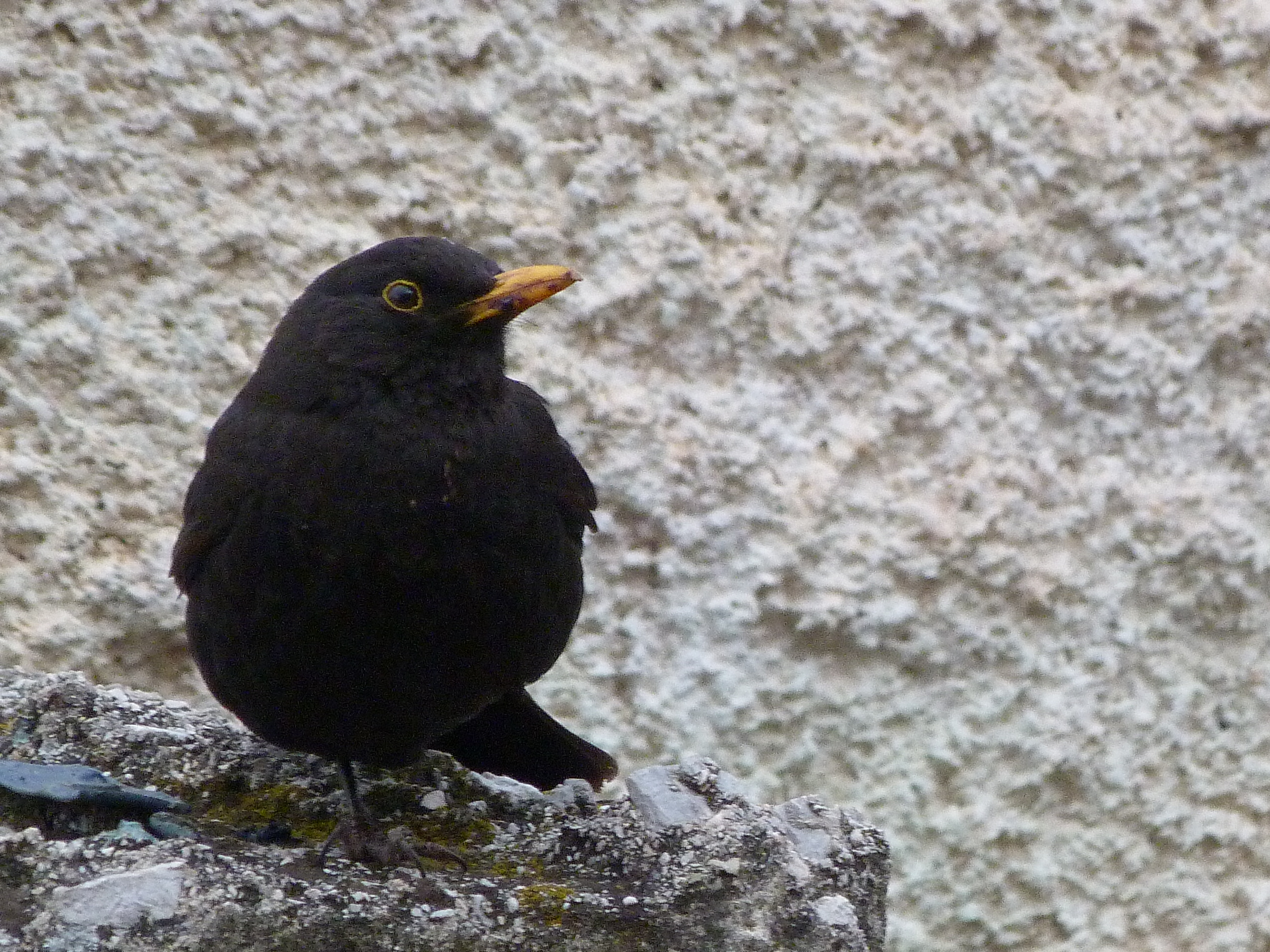
T. m. aterrimus Görögországban

Mivel a fekete rigó elterjedési területe igen nagy, számos földrajzilag elkülönülő alfaja ismert. Ezen alfajok meghatározása Clement et al. 2000-es rendszerezésén alapul.
- A T. m. merula, alfajának fészkelőhelye Európa nagy részét magába foglalja, Izlandtól a Feröer-szigetekig és a Brit-szigetektől az Ural-hegységig kiterjedően. A hetvenedik szélességi foktól északra igen ritkán fordul elő. Egy kisebb populációja található a Nílus völgyében. Az északabbi részeken fészkelő egyedek a telet a Földközi-tenger medencéjében, Cipruson és Észak-Afrikában töltik.[6]
- A T. m. azorensis kis populáció az Azori-szigeteken. A hím sötétebb és fényesebb tollazatú, mint a közönséges fekete rigó.
- A T. m. cabrerae, mely alfajt Ángel Cabrera, spanyol zoológusról nevezték el, mely Madeirán és a Kanári-szigetek nyugati részén fészkel.
- A T. m. mauretanicus, egy másik alfaj, mely hím egyedeinek sötétebb, fényes tollazata van. Ezen alfaj Marokkó északi és középső vidékein, Algéria partvidéki részein és Tunézia északi részein fészkel.
- A T m. aterrimus Magyarországon költ, míg délebbre Görögország keleti és déli részein, Krétán, Délkelet-Európa, Krím-félsziget, Kaukázus, Törökország és Irán északi részein fészkel. Télire Törökország déli részére és Észak-Egyiptomba vándorol, valamint Irakban és Irán déli vidékein telel. Ezen alfaj kisebb termetű, mint a közönséges fekete rigó. Hímje fakóbb, míg a nőstény világosabb tollazatú, mint egy átlagos fekete rigó.
- A T. m. syriacus a Földközi-tenger medencéjében, Dél-Törökországban Jordániától délre, Izrael és a Sínai-félsziget északi részein fészkel. Többnyire nem él vándorló életet, ugyanakkor a populáció bizonyos tagjai telente délebbre, vagy nyugatabbra vonulnak a Jordán-folyó völgyébe, vagy a Nílus deltájába, Észak-Egyiptomba, Kairótól délebbre. Mindkét nem sötétebb tollazatú és szürkébb, mint a közönséges fekete rigók.[6]
- A T. m. intermedius ázsiai alfaj, amely Közép-Oroszországtól Tádzsikisztánig, valamint Afganisztán nyugati és északkeleti vidékein és Kína keleti részein fészkel. Többnyire állandóan fészkelőhelyén él, nem költöző madár, ám egyes egyedei a magasabb hegyvidéki régiókból Afganisztán déli részeire és Irak egyes területeire vonulnak telelni.[6] Nagyobb egyedszámú alfaj, koromfekete hímmel és barnásfekete nősténnyel.

További alfajainak listája:
- Turdus merula agnetae – El Hierro és La Palma szigete a Kanári-szigetek közül
- Turdus merula algirus – Algéria
- Turdus merula maximus – Himalája, Tibet, Nyugat-Kína
- Turdus merula simillimus – Dél-India és Srí Lanka
- Turdus merula buddae
- Turdus merula insularum

### Hasonló madárfajok
Európában a fekete rigót könnyedén össze lehet téveszteni a halványabb szárnyú, örvös rigóval, (Turdus torquatus), vagy a jóval kisebb seregéllyel, (Sturnus vulgaris). A Srí Lankán élő alfajok közül a T. m. kinsii hasonlít a ceyloni fütyülőrigóra, (Myophonus blighi) és az egyszínű rigóra (Turdus unicolor). Ugyanakkor a korábban élt fajai kékes tollazatúak voltak, halványabb beggyel. A Turdus nemzetségbe tartozó hasonló, rigóféle madarak nem tartoznak a fekete rigók közé, például a dél-amerikai chiguanco rigó (Turdus chiguanco) sem. Az indiai feketerigó és a tibeti feketerigó korábban a fekete rigók alfajai közé tartozott.

## Megjelenése

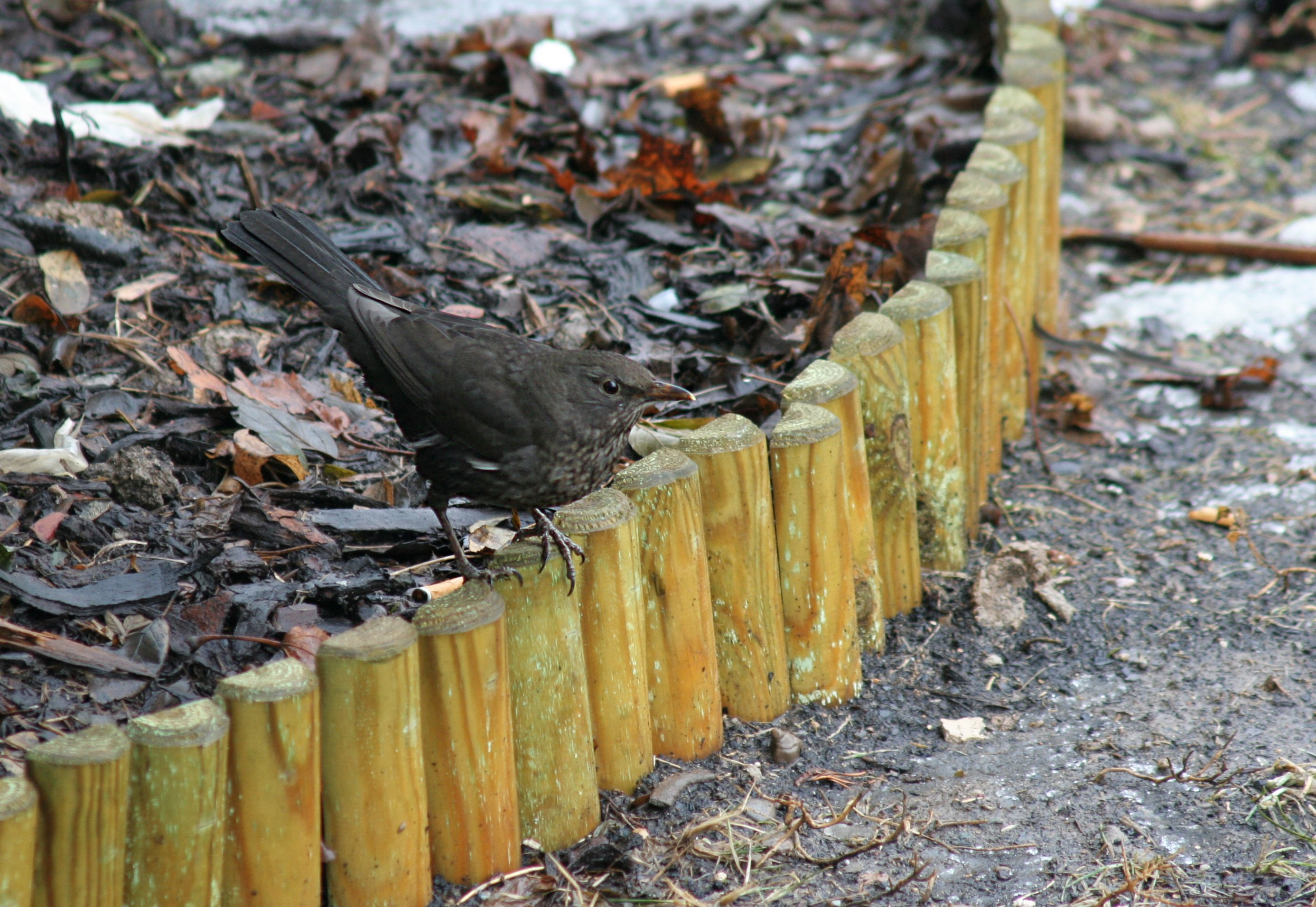
Városokban is gyakori...

Testhossza 23,5–29 centiméter, szárnyfesztávolsága 34–38 centiméter, súlya 80–125 gramm. Csőre sárga, szeme fekete, lábai barnák, hosszú farktolla van. A hím fényes, fekete tollazatú, barnásfekete lábakkal, sárga színű pupilla körüli gyűrűvel és narancssárgás csőrrel; a tojó kormos barna színű, fakó, sárgásbarna csőrrel, barnásfehér torokkal és egy halvány folttal a begyén, míg a fiatalok az első vedlésig testük felső részén halványan, mellükön erősebben pettyezett mintájúak. Az első éves hímek hasonlítanak a felnőtt hím egyedekre, de sötétebb csőrük van, és halványabb a pupilla körüli gyűrűjük, szárnyaik pedig inkább barnás árnyalatúak, szemben testükkel, amely fekete tollazatú. Kiváló énekes, csak nappal énekel, de nagyvárosokban a megvilágítás hatására éjszaka is lehet hallani a hangját. A hímek csőre valamilyen módon sötétebbé válik telente.

## Elterjedése és élőhelye

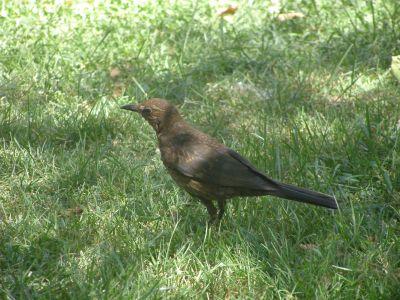
... de a mezőkön is megtalálható

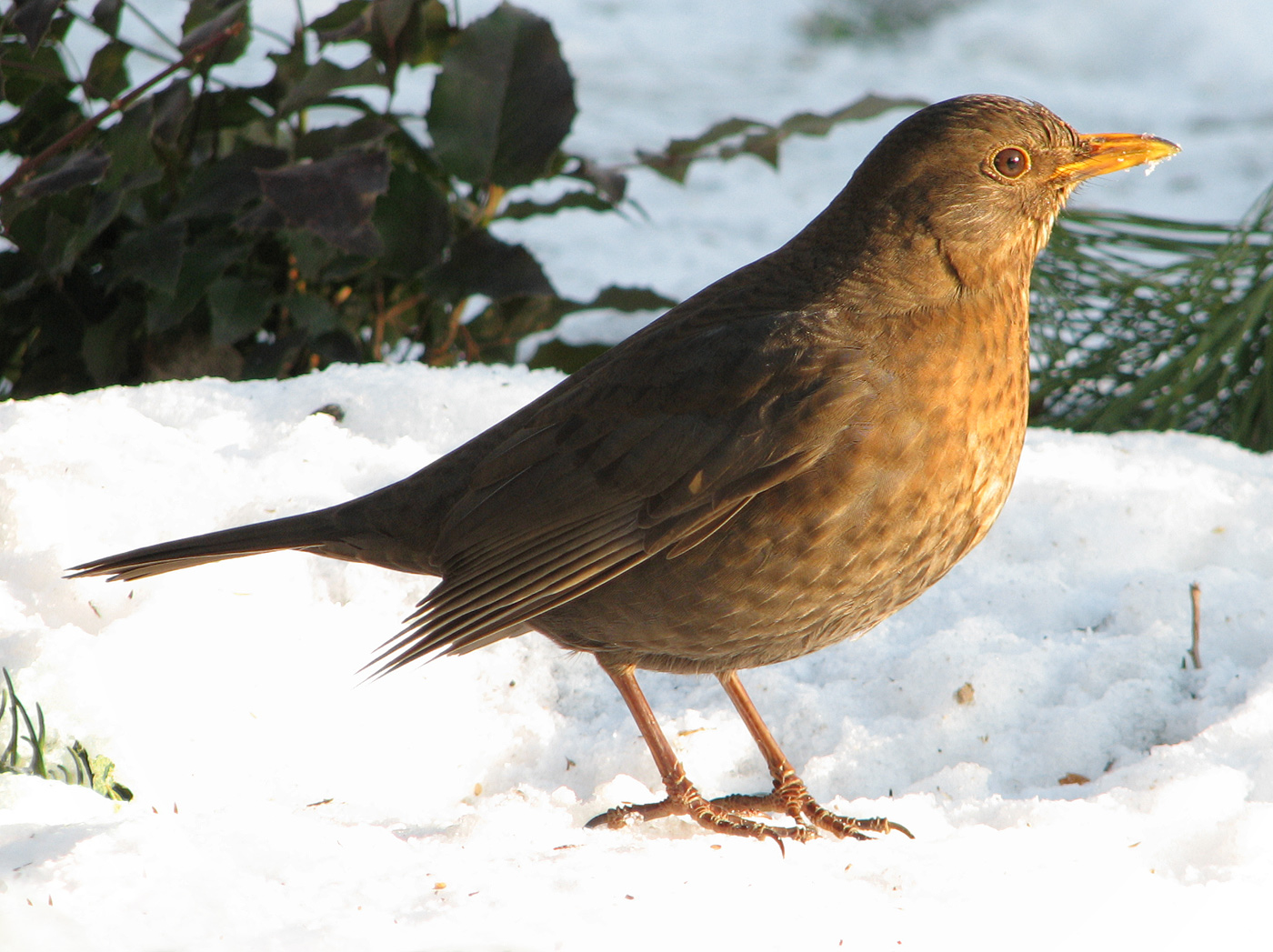
Egy nőstény

Európa és Ázsia nagy részén megtalálható. Eurázsián kívül Makaronézia szigetein és Északnyugat-Afrikában is fészkel.
Betelepítették Ausztráliába, Tasmániába és Új-Zélandra. Sikertelenül próbálták meghonosítani az Egyesült Államokban, a Fidzsi-szigeteken, a Dél-afrikai Köztársaságban és Szent Ilona szigetén.
Sík-, domb- és hegyvidékeken egyaránt gyakori faj. Nagyobb városokban is megtelepszik.
A közönséges fekete rigó Eurázsiában, Észak-Amerikában, a Kanári-szigeteken és Dél-Ázsiában fészkel. Ausztráliába és Új-Zélandra az ember közreműködésével jutott el. A madárpopulációk a déli és a nyugati területeken letelepedtek, míg az északabbi, valamint a magasabb hegyvidéki területeken élő populációk költöző madarak. Vándorló egyedei a teleket Észak-Afrikában és Ázsia trópusi vidékein töltik.
A városokban élő példányok többnyire a városokban töltik a telet a hidegebb éghajlati övben, mindeközben a vidéki fajtársaiknál több táplálékmennyiséghez jutnak és ezen kedvező körülmények miatt korábban jelölik ki területeiket és korábban is kezdenek párosodni.
Elterjedési területein belül főleg a sűrű aljnövényzettel bíró erdőségekben fészkel. Ugyanakkor a kertek alkotják a legideálisabb fészkelőhelyet e madárfaj számára, ahol hektáronként akár 7,3 pár egyed is lehet, miközben az erdőségekben ez a sűrűségi arány ennek csak mintegy tizede. Beépített, vagy nyílt térségekben ennél jóval kevesebb az egyedszám.
Az örvös rigó a magasabb, hegyvidéki térségekben fokozatosan veszi át a fekete rigó életterét. A fekete rigó Európában 1000 méterig, Észak-Afrikában 2300 méterig, míg az indiai szubkontinensen és Sri Lankán 900 és 1820 méterig, ugyanakkor a Himalája hegyláncai közt élő egyedek (T. m. maximus) 3200-4800 méteres tengerszint feletti magasságig bukkannak fel. Ez utóbbiak a telet 2100 méteres magasság környékén töltik.
Két ázsiai Turdus fajt is a rigófélék közé sorolnak, melyek a galléros rigó (T. albocinctus) és a szürkeörvös rigó (T. boulboul), melyeket szintén feketerigónak hívnak, valamint Afrikában a szomáliai rigó (T. (olivaceus) ludoviciae), köznyelvi nevén a „szomáliai feketerigó”.
Ez a kiterjedt élőhellyel rendelkező madárfaj Eurázsia számos pontján felbukkanhat, de Észak-Amerikában feljegyeztek olyan esetet 1971-ben, mikor Québecben bukkant fel fekete rigó.
1994-ből van olyan feljegyzés, mely szerint Új-Fundland és Labrador területén, Bonavista településnél élt vadon élő fekete rigó, és ezen fajok szerepelnek az amerikai madárfajok listáján.

## Életmódja, viselkedése
Bogarakat és azok lárváit, pattanóbogarakat, cserebogarakat, lószúnyogokat és gilisztákat zsákmányolnak, de nagyon szeretik a gyümölcsöket is.
Egy részük állandó, más részük a Földközi-tenger nagy szigetein és Olaszországban tölti a telet.

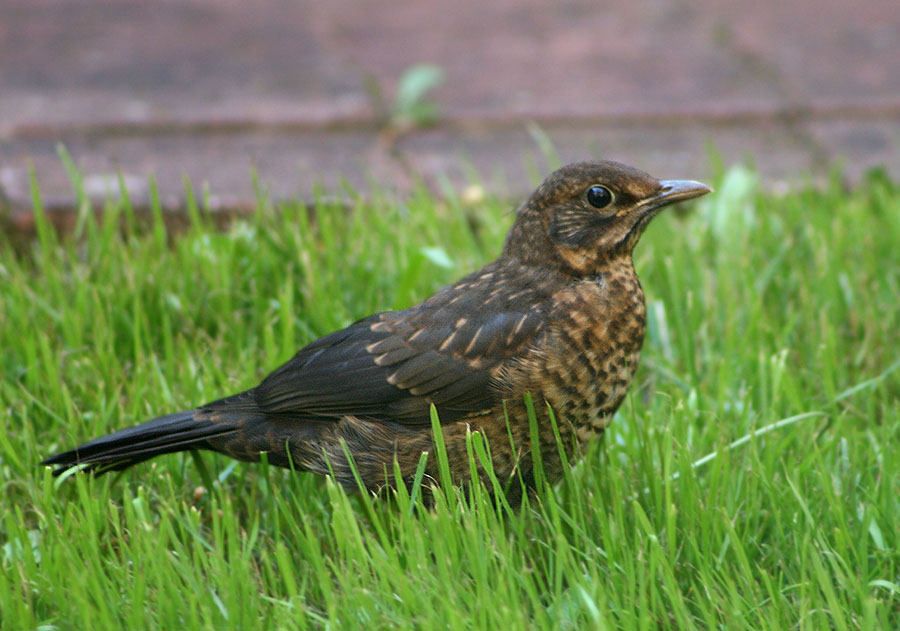
Egy fiatal példány

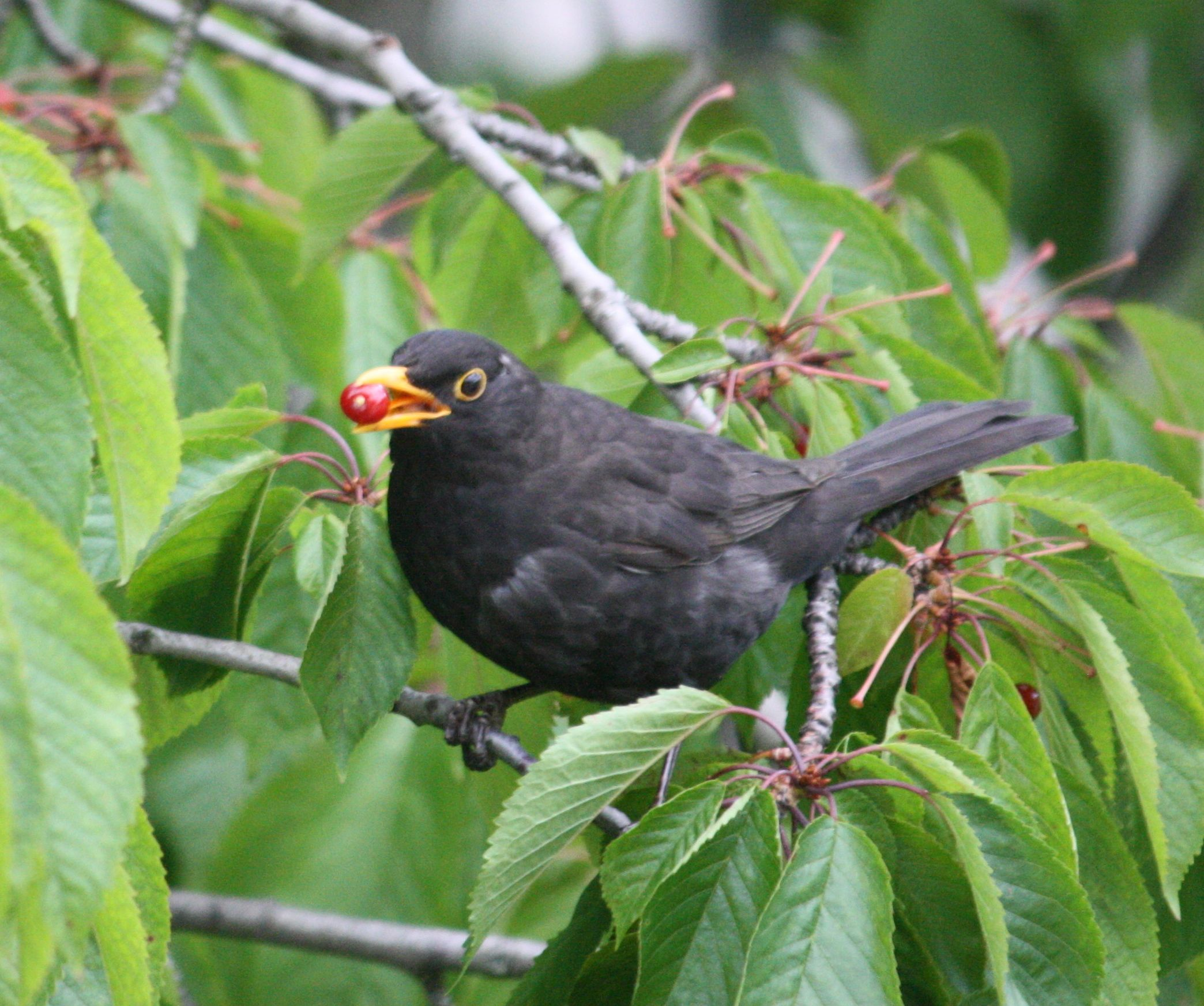
Egy felnőtt példány táplálkozás közben Lausanne-ban

A hím fekete rigó védelmezi a fészkelőhelyet, elkergetve a többi hímet a környékről a meghajlás és futás fenyegetés mutatásának alkalmazásával. Ez egy rövidebb futást takar, ahol a fej fel van emelve, majd a farkával tompítja meghajlását. Ha párharcra kerül sor a hímek között, akkor az általában csak rövid ideig tart és többnyire a támadó gyors elkergetésével jár. Tavasszal a tojók is igen agresszív viselkedésűek, amikor a többi tojóval az értékesebb fészkelőhelyekért folyik a verseny. A tojók közt is előfordul párharc, amely kevésbé gyakori, ám annál hevesebb.
A csőr külleme fontos a fekete rigók közti párbeszédek során. A területét védelmező hím egyed jóval agresszívebb viselkedést mutat élénk narancssárga csőrével, míg egy első éves hím csőre sárgás, amely a fiatalok egyik jellemzője. A tojó nem mutat különbséget csőr tekintetében a hímtől, ám fényesebb csőre van,
Ameddig megfelelő mennyiségű téli eledelhez van hozzáférése a madaraknak, addig mind a hím, mind pedig a tojó a területükön maradnak akár egész évben is, ahelyett, hogy más területeket vennének birtokba. A költöző egyedek társaságkedvelők és kisebb csapatokban vonulnak és kisebb, laza csoportokban vándorolnak a telelőterületeken. Vándorlás közben a költöző egyedek előbb gyors szárnycsapásokkal haladnak előre, majd vitorlázva csökkentik a repülési magasságot, ami eltér e faj gyors repülési módjától, és a többi nagyobb testű rigóféléétől.
A csésze formájú fészek fűszálakból, levelekből, vagy egyéb növényi részekből áll, melyet sárral tapasztanak össze. A fészek építésében kizárólag a nőstény vesz részt. A tojó 3-5, (általában négy) kékeszöld, barnáspiros pettyekkel tarkított tojást rak, amely a tojásdad alakjának kiszélesedő részén nehezebb. A tojás 7,2 gramm súlyú, melynek mintegy 6 százalékát teszi ki a héj. Az európai és az északabbi fajok tojásainál az indiai szubkontinensen élő egyedek tojásai halványabb árnyalatúak.
A tojó 12-14 napig kotlik, mielőtt a fiókák vakon és csupaszan kikelnek. A fiókák kirepüléséhez további 10-19 napnak kell eltelnie (átlagosan 13,6 nap), miközben mindkét szülő táplálja a kicsinyeket és eltávolítják az ürüléket a fészekből. A fészkek gyakran rosszul rejtettek más madárfajokhoz viszonyítva, ezért számos alkalommal (89 százalékban) a fészekrakás eredményét a ragadozók teszik tönkre. A fiatalokat a szülők még további három hétig etetik, miután elhagyták a fészket és elkezdik a fiókák a szülőket követni az élelem után való kutatásban. Ha a tojó új fészekaljat hoz létre, akkor a hím folytatja a kirepült fiókák etetését és a táplálékszerzésre való tanítását.
A másodszori költés elég gyakori és gyakran a korábban már használt fészekben költi ki új fészekalját. A harmadszori költés gyakorisága annál nagyobb, minél délebbi területen vizsgáljuk a fekete rigók életterét.
Egy átlagos feketerigó mintegy 2,4 év várható élettartammal bír, valamint a madarak gyűrűzéséből tudjuk, hogy a legidősebb eddig élt példány 21 évet és 10 hónapot élt meg.

### Szaporodása

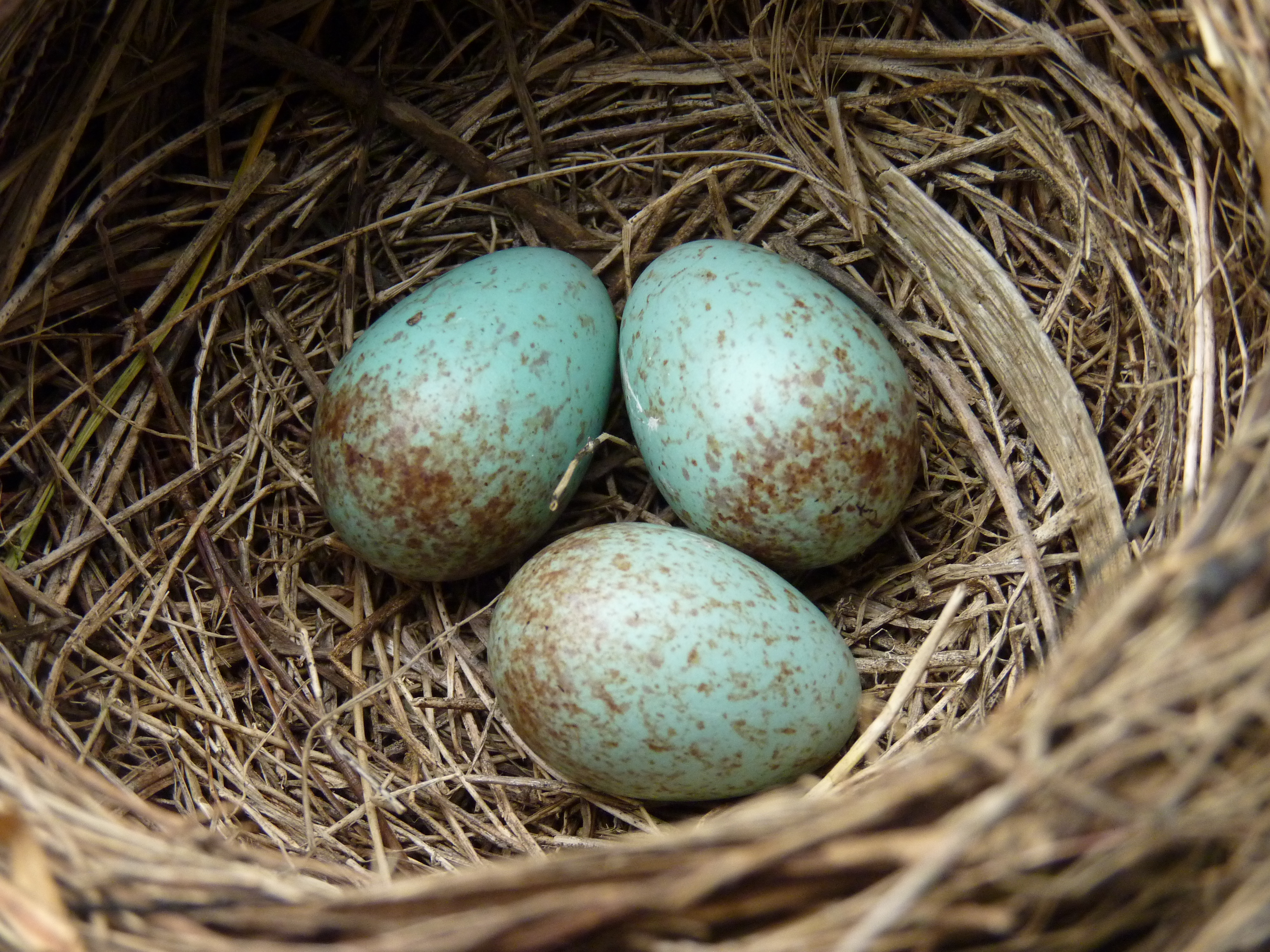
Tojások a fészekben...

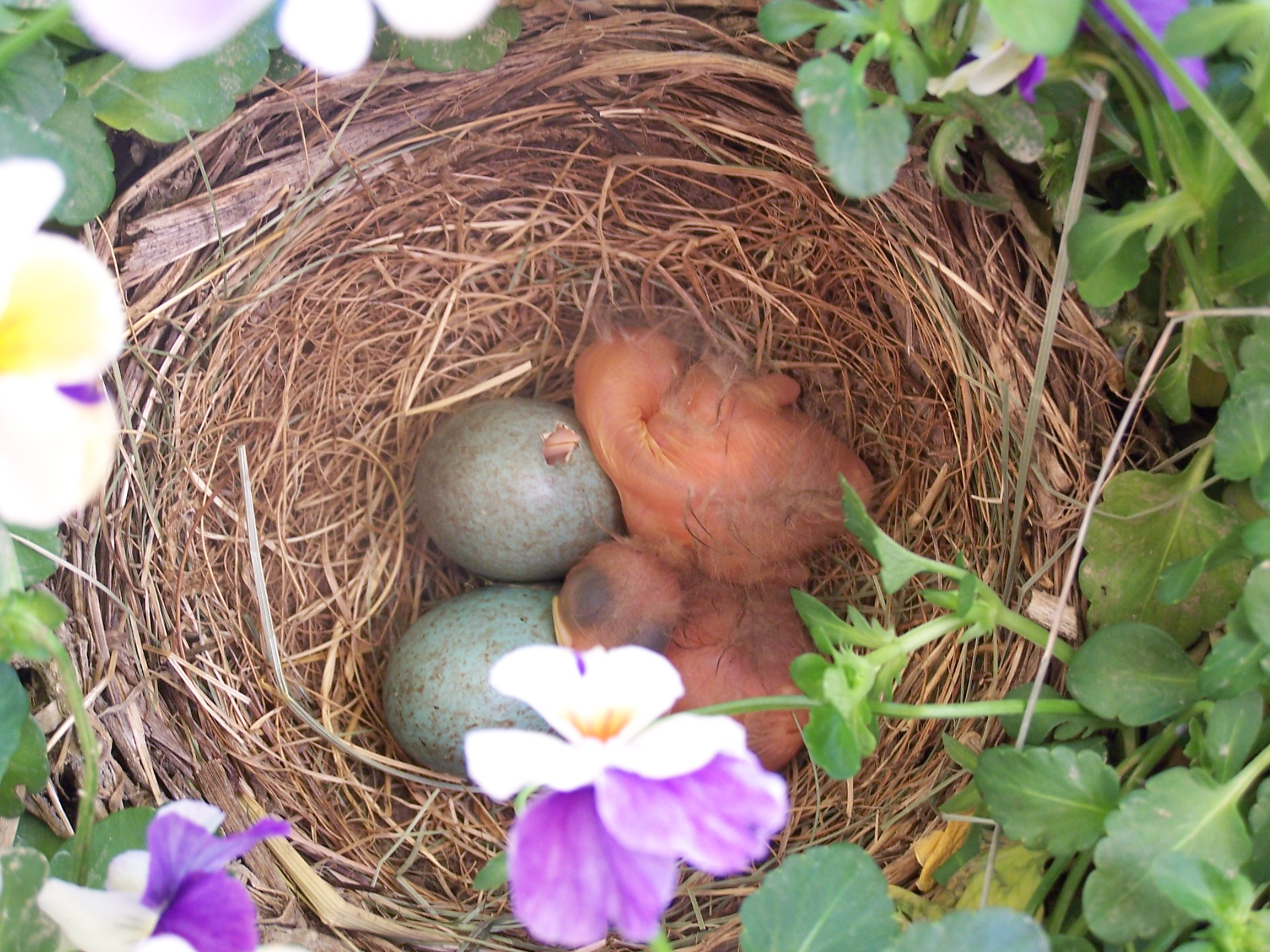
... valamint két fióka pár órával kikelésük után, és egy harmadik, amelyik épp elkezdett kikelni a tojásból

Ágvillába, bokorra, tüskés cserjére építi gallyakból, fűszálakból álló, sárral összetapasztott, mély, csésze alakú fészkét. A hímek februárban foglalják el territóriumukat. A hím énekével csalogatja a tojókat, az idegen hímeket elüldözi. A 4–5 tojáson, amelyek halványzöldesek, halvány rozsdás és ibolyás színű pöttyökkel, 14 napig kotlik a tojó. Két hét után a fiókák kiugrálnak a fészekből, a pár még két hétig eteti őket, majd új fészekaljba kezdenek.
A hím fekete rigó fejét le-fel hajtva futkározva jelzi a tojónak párosodási szándékát, nyitott csőrrel és fojtott énekkel. A tojó mindaddig mozdulatlan marad, amíg fel nem szegi fejét és meg nem emeli farktollait, jelezvén, hogy készen áll a párosodásra. Ezen madárfaj monogám tipus, ezért párjuk mellett általában életük végéig kitartanak. A párok különválási aránya húsz százalék fölötti, mely a gyenge megtermékenyítés után szokott bekövetkezni. Jóllehet monogám párkapcsolatban él a legtöbb fekete rigó, ugyanakkor kutatások bebizonyították, hogy 17 százalékra tehető az extra apaság, azaz a hím egyedek mintegy 17 százalékban sikerrel párosodnak más nőstényekkel is a párjukon kívül.
A fekete rigó márciusban kezd el szaporodni, ám a keletebbi és az indiai szubkontinensen élő fajtársai ennél akár egy, vagy több hónappal is később kezdenek el párosodni. Új-Zélandon a fekete rigók augusztusban kezdenek el költeni. A fekete rigó pár a megfelelő fészekrakóhelyet bokrok, kúszónövények szövevényében találja meg, előnyben részesítve a tüskés, vagy örökzöld bokrokat, mint például a borostyán, a magyal, a lonc és a galagonya. A rigók időnként fészerekben, csűrökben, vagy egyéb ember által épített melléképületekben fészkelnek.

### Éneke és hívójelei
- Egy hím rigó éneke (1)
- Egy hím rigó éneke (2)

Nem tudod lejátszani a fájlt?
Az elsőéves hím fekete rigó, amelyik már ivarérett és ezért részt vesz a párosodás jogáért folytatott versenyben, kedvező időjárás esetén már január végén elkezdi éneklését, hogy ezáltal is kijelölhesse felségterületét, melyeket március végén az idősebb hímek éneklése követ. A hímek dala változatos és dallamos, kissé hajlított trillázás, melyeket fák tetején, tetők ormain, vagy magasabban fekvő pontokon állva ad elő, elsősorban a márciustól júniusig tartó időszakban, néha július elejéig. Számos egyéb hívójel is ismert a fekete rigóknál, ide értve a "szííí" és a "púk-púk-púk" figyelmeztetést, amelyet a területre belépő földön járó ragadozók (például macskák) megpillantásakor hallat, valamint a különféle "csink" és "csúk-csúk" hangelemek. A területét védelmező hím változatlan formában adja a "szink-szink" hangjeleit esténként (általában sikertelenül), hogy elzavarja a többi hímet és megakadályozza ezáltal, hogy az ő területén kezdjenek el énekelni.
Akárcsak más énekesmadarak, a fekete rigó is magas "szííí" hangot hallat, ha ragadozómadarak bukkannak fel és a hangot gyorsan változtatja, ezzel is megnehezítve annak forrásának megtalálását a növényzetben.

## Természetes ellenségei és élősködői

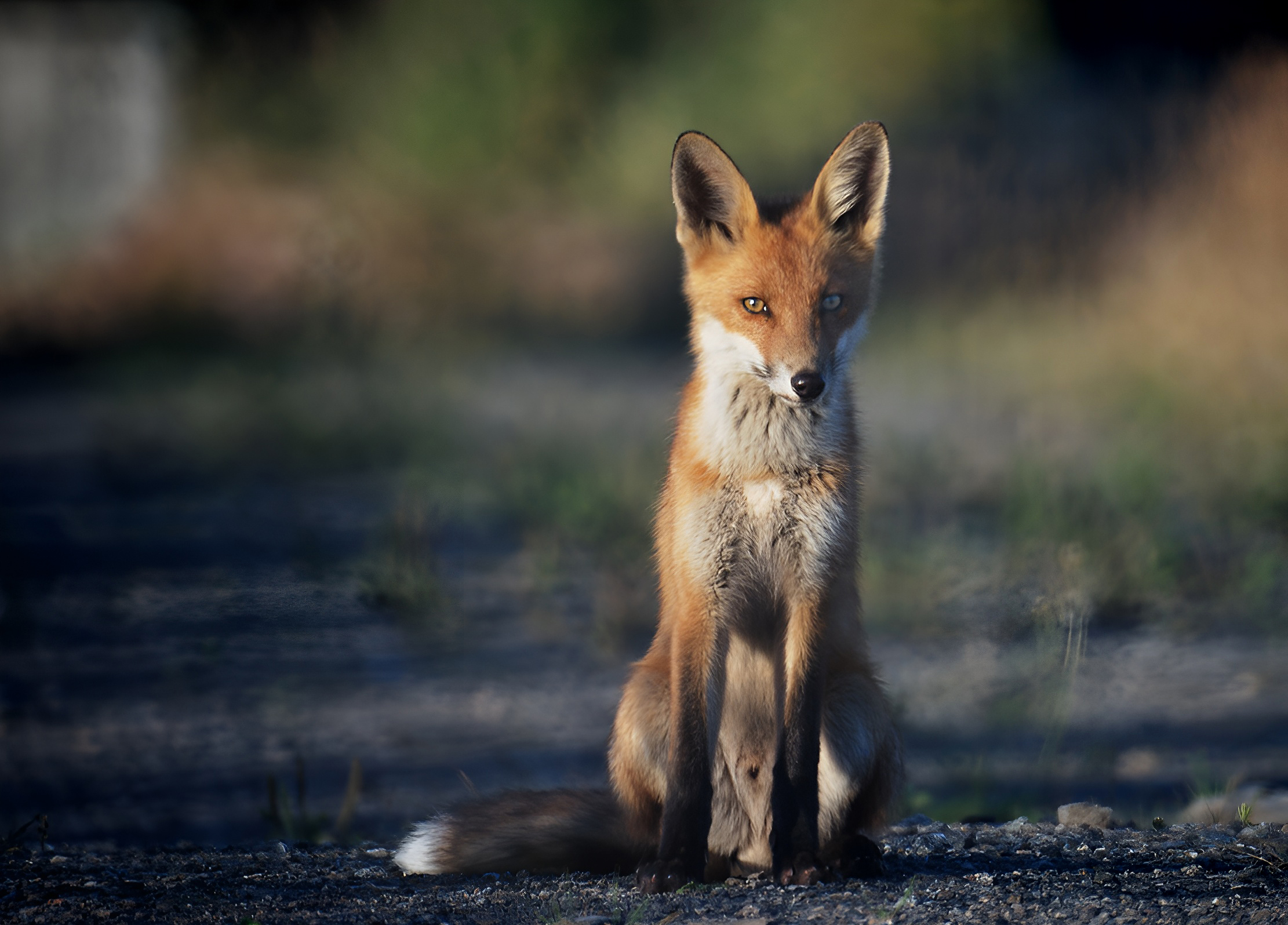
A fekete rigók egyik természetes ellensége a vörös róka

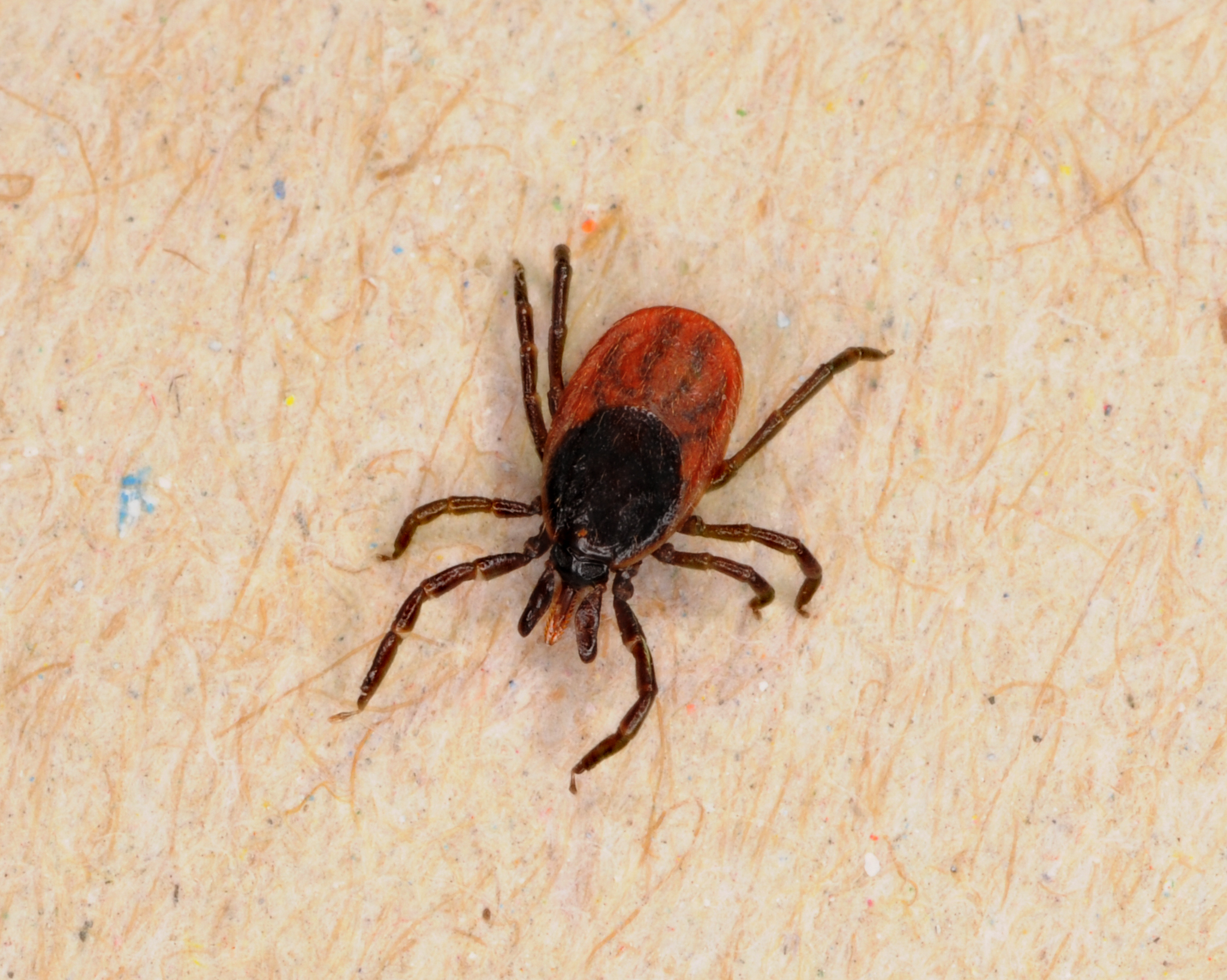
Gyakran kullancsok telepednek meg rajtuk

Az ember közeli környezetben a fekete rigók legnagyobb természetes ellenségei a házi macskák, amelyek leginkább a frissen kikelt fiókákat veszélyeztetik, melyek igen sérülékenyek ebben a korban. A rókák (Vulpini), valamint a ragadozó madarak, mint például a karvalyok (Accipiter nisus), valamint az Accipiter nemzetségbe tartozó többi ragadozó madár szintén elejtik a rigókat, amikor alkalmuk nyílik rá. Habár csak nagyon kevés bizonyíték van arra vonatkozóan, hogy a fekete rigók létszámát csökkentenék, vagy tojásaikat elfogyasztanák, ám a varjúfélék (Corvidae), mint például a szarkák és a szajkók (Garrulus glandarius) hatással vannak a fekete rigók egyedszámára.
E madárfaj esetenként az élősködő kakukkfélék (Cuculidae) áldozatává válik, és a kakukk (Cuculus canorus) felnevelteti vele fiókáit, ám ez csak elenyésző esetekben fordul elő, mivel a rigók felismerik a kakukkok felnőtt egyedeit, és képesek felismerni a nem odaillő tojásokat. Az Egyesült Királyságban 59 770 rigófészket vizsgáltak meg, és csak háromban volt kakukktojás, amely mindössze 0,005 százaléka a vizsgált fészkeknek. Az Új-Zélandra behurcolt fekete rigók, amelyek már közel 130 éve nem találkoztak kakukkokkal, mivel az nem él a szigetországban, elvesztették a kakukkokat felismerő képességüket, ám továbbra is felismerik a fészekbe nem illő tojásokat.
A többi énekesmadárnál is általánosan előfordulnak élősködők, így a fekete rigó állományát is érintik. A fekete rigók 88 százalékánál található valamilyen élősködő, elsősorban a testükben, mint például az Isospora és a Capillaria. A rigók több mint 80 százaléka fertőzött valamilyen vérben előforduló parazitával, mint amilyen például a Leucocytozoon, a Plasmodium, a Haemoproteus és a Trypanosoma fajok.
A fekete rigók életük jelentős részét a földön töltik élelem után kutatva, ahol kullancsokkal fertőződhetnek, melyek külső élősködők, és főleg a rigók fejéhez tapadnak hozzá. Franciaországban a vidéken élő fekete rigók 74 százaléka volt megfertőzve a kullancsok Ixodes fajával, miközben a városi populációnak csak mintegy 2 százalékát érintette ugyanez a probléma. Ez részben azért van így, mert a kullancsok számára jóval nehezebb a rendszeresen nyírt gyepterületeken és a művelt kertekben újabb és újabb hordozó állatokat találniuk, mint a gondozatlan vidéki környezetben, valamint azért is, mert a kullancsokat hordozó őzek, rókák és vaddisznók jóval nagyobb számban élnek vidéken. A kullancsok Ixodes faja képes átvinni a különböző kórokozókat, vírusokat és baktériumokat az egyik állatról a másikra, és, mint ismeretes, képesek a Borrelia baktériumot a madarakra átvinni, ugyanakkor ez nem jelenti azt, hogy ez nagyban befolyásolná a fekete rigók fizikai állapotát, kivéve, ha legyengült a szervezetük, vagy éppen vándorlás utáni időszakban vannak.
A fekete rigó az egyik olyan ismert állatfaj, amely képes félig éberen aludni. Ilyenkor az agyuk egyik féltekéje gyakorlatilag pihen, miközben elektroenkefalográfiai eszközökkel kimutatható, hogy a másik agyfél éber marad. Ennek az a haszna a rigók számára, hogy olyan helyeken is képes nyugodtan és biztonságban aludni, ahol magas a ragadozók száma, vagy vándorlás során, miközben éberen figyel környezetére.

## Védettsége

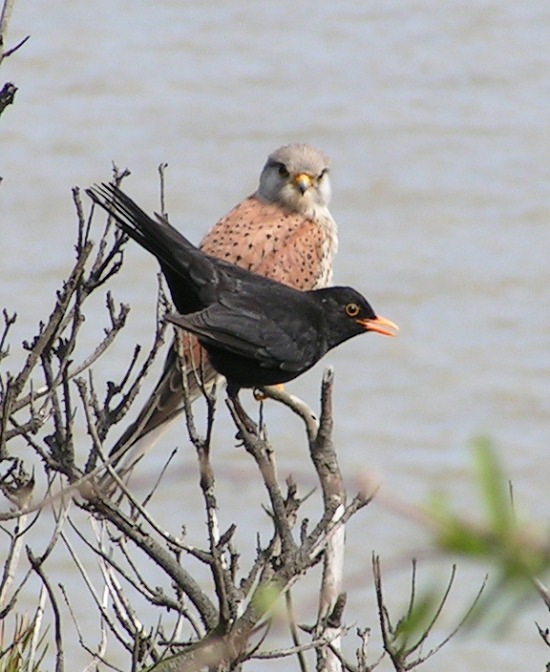
Egy hím megpróbál elterelni egy vörös vércsét fészkének közeléből

Magyarországon védett, természetvédelmi értéke 25 000 Ft. Napjainkban nem ismertek egyedszámát drasztikusan csökkentő tényezők. 
A fekete rigónak viszonylag nagy kiterjedésű élőhelye van, amely mintegy 10 millió négyzetkilométert foglal magába. Egyedeinek számát csak az európai kontinensen mintegy 79 és 160 millió példány közé teszik a szakemberek. Ennélfogva a kevésbé veszélyeztetett fajok közt szerepel az úgy nevezett Vörös listán, amely a veszélyeztetett állatfajokat sorolja fel. Néhány kisebb helyi populációjától eltekintve a fekete rigó állománya folyamatosan növekszik. Azokon a területeken, ahol a mezőgazdasági területek térhódítása miatt eltűnnek a bokorsorok és sövények, valamint ahol túlzott mértékben használnak rovarölő szereket, ott csökken a számuk, hiszen mind az életterüket, fészkelőhelyeiket, mind pedig a táplálékukat elveszítik.
A fekete rigót 1857-ben hurcolták be Ausztráliába, ahol széles körben elterjedtté vált, és napjainkban már a Bass-szoros szigetein és Tasmaniában is élnek példányai. Ugyanakkor e madár az ausztrál kontinensen kártevőnek minősül, mivel megcsipkedi a puhább héjjal bíró gyümölcsöket, elsősorban a cseresznyét, szőlőt és más bogyós gyümölcsöket. A fekete rigó ezen felül kiszorítja az őshonos madárfajokat eredeti élőhelyükről, és elveszi azok fészkelőhelyeit is.
A fekete rigó az ezüstös pápaszemesmadárral karöltve a legelterjedtebb behurcolt madárfajok Új-Zélandon. Az énekes rigóval együtt került a szigetországba 1862-ben, és országszerte elterjedt fajjá vált az 1500 méteres tengerszint feletti magasság alatti régiókban, akárcsak a közeli Campbell-sziget és Kermadec-szigetek területén. Számos őshonos és egzotikus gyümölcsöt fogyaszt, és elég nagy szerepet játszik az erdők fafajainak terjesztésében is.

## Fordítás
- Ez a szócikk részben vagy egészben  a   Common blackbird című angol Wikipédia-szócikk ezen változatának fordításán alapul.  Az eredeti cikk szerkesztőit annak laptörténete sorolja fel. Ez a jelzés csupán a megfogalmazás eredetét és a szerzői jogokat jelzi, nem szolgál a cikkben szereplő információk forrásmegjelöléseként.